# Allocosa mafensis
Allocosa mafensis är en spindelart som först beskrevs av Lawrence 1927.  Allocosa mafensis ingår i släktet Allocosa och familjen vargspindlar.
Artens utbredningsområde är Namibia. Inga underarter finns listade i Catalogue of Life.